# F91 Dudelange
Pour la section féminine, voir F91 Dudelange (féminines).
Pour les articles homonymes, voir F91.
Maillots
Actualités
Le F91 Dudelange (F91 Diddeleng en luxembourgeois, forme raccourcie de Football 91 Diddeleng) est un club de football luxembourgeois, fondé en 1991 et basé à Dudelange. Il évolue en BGL Ligue, la première division luxembourgeoise de football.
Fondé le 26 avril 1991, le club atteint la BGL Ligue en seulement un an. Seulement trois ans après sa création, Dudelange réalise son premier parcours européen en jouant le tour préliminaire de la Coupe des vainqueurs de coupe.
À partir du début des années 2000, le F91 Dudelange va rapidement marquer de son empreinte le football luxembourgeois, remportant un total de seize titres de champion de BGL Ligue ainsi que huit Coupes du Luxembourg, devenant le club avec le palmarès le plus solide du pays derrière l'AS La Jeunesse d'Esch.
Sur le plan européen, Dudelange réalise plusieurs exploits, devant le premier club luxembourgeois à se qualifier pour une phase de poule de Ligue Europa en 2018-2019 et devant le premier club du pays à atteindre le 3e tour de la Ligue des champions en 2012-2013.

## Histoire

### Fondation et premières participations en Europe (1991 - 1995)
Le club est fondé en 1991 par la fusion du Stade Dudelange, de l'US Dudelange et de l'Alliance Dudelange.
Ce nouveau club prend la place de l'Alliance Dudelange en Promotion d'Honneur pour la saison 1991-1992. Il est promu dès la première saison et intègre donc la Division Nationale (aujourd'hui BGL Ligue). Le club dispute sa première expérience européenne en Coupe des vainqueurs de coupe lors de l'édition 1993-1994, s'inclinant sur un score cumulé de 7-1 face aux israéliens du Maccabi Haïfa FC lors du tour préliminaire. La saison suivante, le club s'incline au même stade de la compétition face aux hongrois du Ferencváros TC sur le score cumulé de 12-2.

### Période creuse (1995 - 1998)
Après ces premières années, le club connait une période sans gloire, ne remportant aucun titre et ne disputant aucun match européen, terminant au maximum à la 4e place de Division Nationale lors des exercices 1995-1996 et 1997-1998.

### Dudelange entre dans la légende (1998 - 2010)
Lors de la saison 1998-1999, le club est vice-champion de Division Nationale pour la première fois de son histoire et participe pour la première fois à la Ligue Europa la saison suivante. En 1999-2000, le club remporte son premier trophée, terminant 1er de Division Nationale. À la suite de ce succès, le club dispute pour la première fois de son histoire la Ligue des champions, mais s'incline au 1er tour face au PFK Levski Sofia.
Entre 2001 et 2006, le club remporte un total de quatre championnats ainsi que deux Coupes du Luxembourg, faisant de lui un club solide sur le plan national au Luxembourg. En 2005-2006, le club réalise un record dans l'histoire du football Luxembourgeois ; il devient le premier club du pays à passer le premier tour préliminaire de la Ligue des champions, exploit que le club va réitérer plus tard en 2011-2012,.
Entre 2007 et 2009, le club remporte systématiquement chaque édition du championnat de BGL Ligue, ainsi que deux Coupes du Luxembourg supplémentaire.

### Des exploits et des trophées (2010 - 2020)
Remportant une nouvelle fois le championnat à l'issue de la saison 2010-2011 et 2011-2012, le club obtient son dixième trophée, faisant de lui le seul club du pays avec l'AS La Jeunesse d'Esch à atteindre cette performance.
Dudelange dispute la Ligue des champions lors l'édition 2012-2013, où il réussit l'exploit d'éliminer le Red Bull Salzbourg après un scénario fou, en inscrivant trois buts en Autriche, permettant aux Luxembourgeois de se qualifier par la règle du but à l'extérieur,,,. Lors de cette édition, Dudelange obtiendra sa meilleure performance dans la compétition, terminant au 3e tour, faisant de lui le seul club Luxembourgeois dans l'histoire à réaliser cette performance dans cette compétition.
Lors de la saison 2017-2018, le club réalise un nouvel exploit dans l'histoire du pays, se qualifiant pour une phase de groupe de Ligue Europa, avec l'AC Milan, le Bétis Séville ou encore l'Olympiakos,,. En 2019-2020, le club joue une nouvelle fois une phase de groupe de Ligue Europa avec cette fois-ci le Séville FC, l'APOEL Nicosie et le Qarabağ FK,.

### Baisse de régime (depuis 2020)
En 2020-2021, Dudelange termine vice-champion de BGL Ligue derrière le CS Fola Esch, champion surprise cette saison-là. La saison suivante, le club obtient son 16e titre de champion et termine finaliste de la Coupe du Luxembourg face au RFCU Luxembourg.

## Bilan sportif

### Palmarès
Le tableau suivant récapitule les performances du F91 Dudelange dans les différentes compétitions officielles luxembourgeoises.
| Compétitions nationales | Compétitions internationales |
| --- | --- |
| - BGL Ligue (16) - Champion : 2000, 2001, 2002, 2005, 2006, 2007, 2008, 2009, 2011, 2012, 2014, 2016, 2017, 2018, 2019 et 2022 - Vice-champion : 1999, 2003, 2004, 2010, 2013 et 2021 - Coupe du Luxembourg (8) - Vainqueur : 2004, 2006, 2007, 2009, 2012, 2016, 2017 et 2019 - Finaliste : 1993, 1994, 2002, 2011, 2014, 2015, 2022 et 2025 - Supercoupe du Luxembourg - Vainqueur : 2016, 2018 - Finaliste : 2017 | - Ligue des champions (C1) - Meilleure performance : 3e tour en 2012 - Ligue Europa (C3) - Meilleure performance : Phase de poules en 2018 et 2020 - Ligue Conférence (C4) - Meilleure performance : Barrages en 2022 Anciennes compétitions - Coupe des vainqueurs de coupe (C2) - Meilleure performance : Tour préliminaire en 1993 et 1994 |

### Bilan européen
En 2005-2006, le F91 devint le premier club luxembourgeois à passer le premier tour préliminaire de la Ligue des champions en battant le club de Bosnie-Herzégovine, le NK Zrinjski, avant d'être facilement défait par le Rapid Vienne au deuxième tour.
Lors de la saison 2011-2012, le F91 réédite l'exploit de passer le premier tour préliminaire de la Ligue des champions en battant le club andorran FC Santa Coloma mais il est éliminé par la suite au deuxième tour par le club slovène NK Maribor.
Lors de la 2012-2013, les 
3 et 10 juillet 2012, le F91, entraîné par le Français Didier Philippe, gagne face aux Saint-Marinais du SP Tre Penne avec un score de 7-0 (à Dudelange) et 0-4, avec un total de 11 buts inscris en 2 rencontres. Le 17 juillet 2012, les Dudelangeois gagnent à domicile le match aller de qualification du deuxième tour préliminaire face aux Autrichiens du Red Bull Salzbourg avec un score de 1-0 après une large domination luxembourgeoise. Le 24 juillet, lors du match retour, Dudelange créé l'un des exploits les plus retentissants de l'histoire des tours préliminaires de la Ligue des champions en éliminant la formation autrichienne dans la Red Bull Arena à Salzbourg, en inscrivant trois buts. Le premier but de la rencontre est inscrit par le Français Thierry Steinmetz à la 26' de jeu. Après une égalisation autrichienne, c'est au tour de l'international luxembourgeois Aurélien Joachim, l'homme qui a inscrit 6 buts en 4 matches de Ligue des champions, qui a la 48' de jeu fait tourner la défense autrichienne avec un dribbling et permet aux Luxembourgeois de mener 2 buts à un. Les Autrichiens vont revenir au score puis prendre l'avantage 3 buts à 2 mais le doublé de Thierry Steinmetz permet à Dudelange d'égaliser à 3-3 à la 57' de jeu. La rencontre se termine 4-3 en faveur des Autrichiens, avec notamment un penalty (faute de Ben Payal). Le F91 se qualifie pour la première fois pour le Troisième tour des qualifications de la Ligue des champions. Mais ils sont éliminés par les Slovènes du NK Maribor après deux défaites (4-1 au match aller en Slovénie et 1-0 à Dudelange). Reversé en barrage de la Ligue Europa, le club luxembourgeois s'incline lourdement face à l'Hapoël Tel-Aviv après deux défaites 4-1 puis 3-0.
Lors de la saison 2018-2019, le F91 s'incline dès le premier tour de qualification de la Ligue des champions face au champion hongrois en titre Videoton FC (1-1 au match aller et défaite 1-2 au match retour). Repêché en Ligue Europa, il y affronte le KF Drita, champion du Kosovo, et réussit à se qualifier pour le troisième tour de qualification (victoire 2-1 au match aller et match nul 1-1 au match retour). Les Luxembourgeois affrontent ensuite les Polonais du Legia Varsovie, l'emportant dans un premier temps 2-1 en Pologne avant d'obtenir le match nul à domicile au match retour, leur permettant de se qualifier pour la phase de barrages pour la première fois depuis 2012. Opposé à Cluj, le club est victorieux lors des deux manches (victoires 2-0 à l'aller au Luxembourg puis 3-2 au retour en Roumanie) et devient ainsi la première équipe luxembourgeoise à se qualifier pour une phase de groupes de compétition européenne. Le F91 est par la suite tiré dans le groupe F en compagnie de l'AC Milan, de l'Olympiakos et du Betis Séville, et termine finalement dernier, ne marquant qu'un seul point lors de la dernière journée à la suite d'un match nul à domicile contre le Betis.
La saison suivante, Dudelange parvient à se qualifier à nouveau en phase de poules de la Ligue Europa après avoir battu les Arméniens du FC Ararat-Armenia aux tirs au but lors des barrages. Cette fois, le club est tiré au sein de la poule A, où il rencontre le FC Séville, l'APOEL Nicosie et Qarabağ. Le 19 septembre 2019, les Luxembourgeois l'emportent sur la pelouse de l'APOEL Nicosie au terme de la première journée (victoire 4-3), devenant ainsi le premier club de l'histoire du football luxembourgeois à remporter un match de phase de poules d'une compétition européenne.

#### Bilan
| Compétition              | P  | M   | V  | N  | D  | BP  | BC  | Diff. |
| ------------------------ | -- | --- | -- | -- | -- | --- | --- | ----- |
| Ligue des champions (C1) | 16 | 42  | 10 | 7  | 25 | 49  | 78  | -29   |
| Coupe des coupes (C2)    | 2  | 4   | 0  | 0  | 4  | 3   | 19  | -16   |
| Ligue Europa (C3)        | 10 | 40  | 11 | 8  | 21 | 43  | 80  | -37   |
| Ligue Conférence (C4)    | 5  | 14  | 4  | 1  | 9  | 15  | 31  | -16   |
| Total                    | 33 | 100 | 25 | 16 | 59 | 110 | 208 | -98   |

#### Résultats
Légende
- Victoire ou qualification pour le tour suivant
- Match nul
- Défaite ou élimination de la compétition

Note : dans les résultats ci-dessous, le score du club est toujours donné en premier.
| Saison    | Compétition             | Tour              | Club                      | Domicile | Extérieur | Total             |
| --------- | ----------------------- | ----------------- | ------------------------- | -------- | --------- | ----------------- |
| 1993-1994 | Coupe des coupes        | Tour préliminaire | Maccabi Haïfa             | 0 - 1    | 1 - 6     | 1 - 7             |
| 1994-1995 | Coupe des coupes        | Tour préliminaire | Ferencváros TC            | 1 - 6    | 1 - 6     | 2 - 12            |
| 1999-2000 | Coupe UEFA              | Premier tour Q    | Hajduk Split              | 1 - 1    | 0 - 5     | 1 - 6             |
| 2000-2001 | Ligue des champions     | Premier tour Q    | Levski Sofia              | 0 - 4    | 0 - 2     | 0 - 6             |
| 2001-2002 | Ligue des champions     | Premier tour Q    | Skonto Riga               | 1 - 6    | 1 - 0     | 2 - 6             |
| 2002-2003 | Ligue des champions     | Premier tour Q    | Vardar Skopje             | 1 - 1    | 0 - 3     | 1 - 4             |
| 2003-2004 | Coupe UEFA              | Tour préliminaire | Artmedia Petrzalkaö       | 0 - 1    | 0 - 1     | 0 - 2             |
| 2004-2005 | Coupe UEFA              | Premier tour Q    | Ekranas Panevėžys         | 1 - 2    | 0 - 1     | 1 - 3             |
| 2005-2006 | Ligue des champions     | Premier tour Q    | Zrinjski Mostar           | 0 - 1    | 4 - 0 ap  | 4 - 1             |
| 2005-2006 | Ligue des champions     | Deuxième tour Q   | Rapid Vienne              | 1 - 6    | 2 - 3     | 3 - 9             |
| 2006-2007 | Ligue des champions     | Premier tour Q    | Rabotnički Skopje         | 0 - 1    | 0 - 0     | 0 - 1             |
| 2007-2008 | Ligue des champions     | Premier tour Q    | MŠK Žilina                | 1 - 2    | 4 - 5     | 5 - 7             |
| 2008-2009 | Ligue des champions     | Premier tour Q    | NK Domžale                | 0 - 1    | 0 - 2     | 0 - 3             |
| 2009-2010 | Ligue des champions     | Deuxième tour Q   | FK Ventspils              | 1 - 3    | 0 - 3     | 1 - 6             |
| 2010-2011 | Ligue Europa            | Premier tour Q    | Randers FC                | 2 - 1    | 1 - 6     | 3 - 7             |
| 2011-2012 | Ligue des champions     | Premier tour Q    | FC Santa Coloma           | 2 - 0    | 2 - 0     | 4 - 0             |
| 2011-2012 | Ligue des champions     | Deuxième tour Q   | NK Maribor                | 1 - 3    | 0 - 2     | 1 - 5             |
| 2012-2013 | Ligue des champions     | Premier tour Q    | SP Tre Penne              | 7 - 0    | 4 - 0     | 11 - 0            |
| 2012-2013 | Ligue des champions     | Deuxième tour Q   | Red Bull Salzbourg        | 1 - 0    | 3 - 4     | 4E - 4            |
| 2012-2013 | Ligue des champions     | Troisième tour Q  | NK Maribor                | 1 - 3    | 0 - 2     | 1 - 5             |
| 2012-2013 | Ligue Europa            | Barrages Q        | Hapoël Tel-Aviv           | 1 - 3    | 0 - 4     | 1 - 7             |
| 2013-2014 | Ligue Europa            | Premier tour Q    | Milsami Orhei             | 0 - 0    | 0 - 1     | 0 - 1             |
| 2014-2015 | Ligue des champions     | Deuxième tour Q   | Ludogorets Razgrad        | 0 - 4    | 1 - 1     | 1 - 5             |
| 2015-2016 | Ligue Europa            | Premier tour Q    | University College Dublin | 2 - 1    | 0 - 1     | 2 - 2E            |
| 2016-2017 | Ligue des champions     | Deuxième tour Q   | Qarabağ FK                | 1 - 1    | 0 - 2     | 1 - 3             |
| 2017-2018 | Ligue des champions     | Deuxième tour Q   | APOEL Nicosie             | 0 - 1    | 0 - 1     | 0 - 2             |
| 2018-2019 | Ligue des champions     | Premier tour Q    | MOL Vidi                  | 1 - 1    | 1 - 2     | 2 - 3             |
| 2018-2019 | Ligue Europa            | Deuxième tour Q   | KF Drita                  | 2 - 1    | 1 - 1     | 3 - 2             |
| 2018-2019 | Ligue Europa            | Troisième tour Q  | Legia Varsovie            | 2 - 2    | 2 - 1     | 4 - 3             |
| 2018-2019 | Ligue Europa            | Barrages Q        | CFR Cluj                  | 2 - 0    | 3 - 2     | 5 - 2             |
| 2018-2019 | Ligue Europa            | Groupe F          | Olympiakos                | 0 - 2    | 1 - 5     | Quatrième         |
| 2018-2019 | Ligue Europa            | Groupe F          | AC Milan                  | 0 - 1    | 2 - 5     | Quatrième         |
| 2018-2019 | Ligue Europa            | Groupe F          | Betis Séville             | 0 - 0    | 0 - 3     | Quatrième         |
| 2019-2020 | Ligue des champions     | Premier tour Q    | Valletta FC               | 2 - 2    | 1 - 1     | 3 - 3E            |
| 2019-2020 | Ligue Europa            | Deuxième tour Q   | KF Shkëndija              | 1 - 1    | 2 - 1     | 3 - 2             |
| 2019-2020 | Ligue Europa            | Troisième tour Q  | Nõmme Kalju               | 3 - 1    | 1 - 0     | 4 - 1             |
| 2019-2020 | Ligue Europa            | Barrages Q        | FC Ararat-Armenia         | 2 - 1 ap | 1 - 2     | 3 - 3 (5 - 4 tab) |
| 2019-2020 | Ligue Europa            | Groupe A          | Séville FC                | 2 - 5    | 0 - 3     | Quatrième         |
| 2019-2020 | Ligue Europa            | Groupe A          | APOEL Nicosie             | 0 - 2    | 4 - 3     | Quatrième         |
| 2019-2020 | Ligue Europa            | Groupe A          | Qarabağ FK                | 1 - 4    | 1 - 1     | Quatrième         |
| 2021-2022 | Ligue Europa Conférence | Deuxième tour Q   | Bohemian FC               | 0 - 1    | 0 - 3     | 0 - 4             |
| 2022-2023 | Ligue des champions     | Premier tour Q    | KF Tirana                 | 1 - 0    | 2 - 1     | 3 - 1             |
| 2022-2023 | Ligue des champions     | Deuxième tour Q   | FC Pyunik                 | 1 - 4    | 1 - 0     | 2 - 4             |
| 2022-2023 | Ligue Europa            | Troisième tour Q  | Malmö FF                  | 2 - 2    | 0 - 3     | 2 - 5             |
| 2022-2023 | Ligue Europa Conférence | Barrages Q        | Lech Poznań               | 1 - 1    | 0 - 2     | 1 - 3             |
| 2023-2024 | Ligue Europa Conférence | Premier tour Q    | St. Patrick's Athletic    | 2 - 1    | 3 - 2     | 5 - 3             |
| 2023-2024 | Ligue Europa Conférence | Deuxième tour Q   | Gżira United              | 2 - 1    | 0 - 2     | 2 - 3             |
| 2024-2025 | Ligue Conférence        | Premier tour Q    | Atlètic Club d'Escaldes   | 2 - 0    | 1 - 0     | 3 - 0             |
| 2024-2025 | Ligue Conférence        | Deuxième tour Q   | BK Häcken                 | 2 - 6    | 1 - 6     | 3 - 12            |
| 2025-2026 | Ligue Conférence        | Premier tour Q    | Atlètic Club d'Escaldes   | 2 - 3    | 0 - 2     | 2 - 5             |

### Bilan par saison
| Saison  | Div. | clas. | play-off | Coupe nationale | Coupe d'Europe      |
| 1991-92 | D2   | 4e    | 2e       | n.c.            | -                   |
| 1992-93 | D1   | 5e    | 5e       | finale          | -                   |
| 1993-94 | D1   | 5e    | 6e       | finale          | C2.Prél.            |
| 1994-95 | D1   | 4e    | -        | 1/4 f           | C2.Prél.            |
| 1995-96 | D1   | 4e    | -        | n.c.            | -                   |
| 1996-97 | D1   | 9e    | -        | n.c.            | -                   |
| 1997-98 | D1   | 4e    | -        | 1/4 f           | -                   |
| 1998-99 | D1   | 2e    | -        | 1/8 f           | -                   |
| 1999-00 | D1   | 2e    | 1er      | 1/8 f           | C3.Prél.            |
| 2000-01 | D1   | 1er   | 1er      | 1/4 f           | C1 1Q               |
| 2001-02 | D1   | 2e    | 1er      | finale          | C1 1Q               |
| 2002-03 | D1   | 1er   | 2e       | 1/16 f          | C1 1Q               |
| 2003-04 | D1   | 2e    | 2e       | vainqueur       | C3.Prél.            |
| 2004-05 | D1   | 1er   | 1er      | 1/4 f           | C3 1Q               |
| 2005-06 | D1   | 1er   | 1er      | vainqueur       | C1 2Q               |
| 2006-07 | D1   | 1er   | 1er      | vainqueur       | C1 1Q               |
| 2007-08 | D1   | 1er   |          | 1/4 f           | C1 1Q               |
| 2008-09 | D1   | 1er   |          | vainqueur       | C1 1Q               |
| 2009-10 | D1   | 2e    |          | 1/4 f           | C1 1Q               |
| 2010-11 | D1   | 1er   |          | vainqueur       | C3 1Q               |
| 2011-12 | D1   | 1er   |          | vainqueur       | C1 3Q               |
| 2012-13 | D1   | 2e    |          | 1/4 f           | C1 3Q               |
| 2013-14 | D1   | 1er   |          | finale          |                     |
| 2014-15 | D1   | 3e    |          | finale          |                     |
| 2015-16 | D1   | 1er   |          | vainqueur       |                     |
| 2016-17 | D1   | 1er   |          | vainqueur       |                     |
| 2017-18 | D1   | 1er   |          |                 |                     |
| 2018-19 | D1   | 1er   |          | vainqueur       | C3 Phase de groupes |
| 2019-20 | D1   | 5e    |          | -               | C3 Phase de groupes |
| 2020-21 | D1   | 2e    |          | annulée         |                     |
| 2021-22 | D1   | 1er   |          | finale          | C4 2Q               |
| 2022-23 | D1   | 3e    |          | 1/4 f           | C4 4Q               |

## Effectif actuel
Le tableau ci-dessous liste l'effectif du F91 Dudelange pour la saison 2024-2025.

## Infrastructures

### Stade

#### Stade Jos-Nosbaum (depuis 1991)

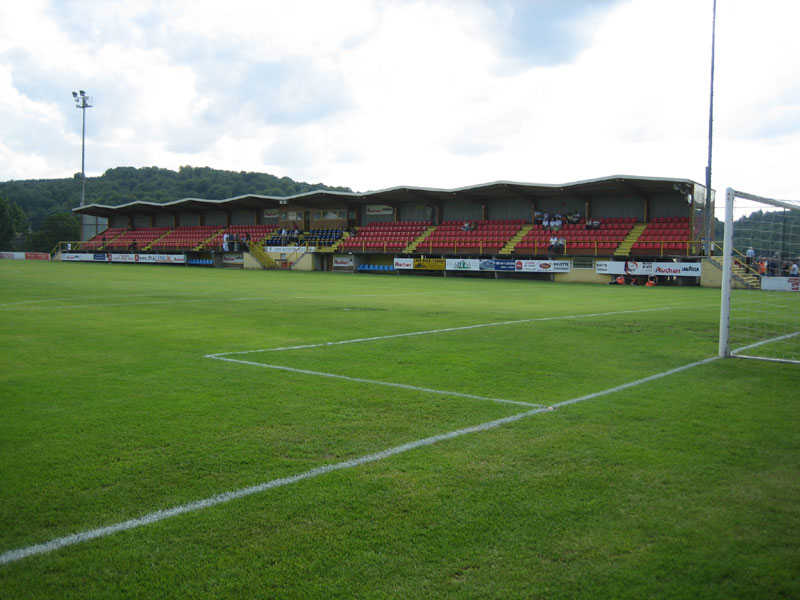
La tribune principale du stade

Construit à la base pour le club de football de l'US Dudelange le 17 août 1930 sous le nom de « Stade Municipal », le Stade Jos-Nosbaum est l'enceinte du F91 Dudelange depuis 1992 (les premiers matchs de la saison 1991-1992 ont été joués au « Stade John F. Kennedy »).
Disposant de 2 558 places, le stade est capable d'accueillir des matchs européens.